# Placidula euryanassa
Placidula euryanassa är en fjärilsart som beskrevs av Felder och Felder ithomia. Placidula euryanassa ingår i släktet Placidula och familjen praktfjärilar. Inga underarter finns listade i Catalogue of Life.